# Marius van Lokhorst
Marius van Lokhorst ('s-Gravenhage, 2 december 1883 - aldaar, 12 maart 1971) was een Nederlands militair, schrijver, lid van de NSB en burgemeester van Nijmegen in de Tweede Wereldoorlog.
Hij was een zoon van Jacobus van Lokhorst, die van 1878 tot 1906 Rijksbouwkundige Onderwijs was. Zijn zuster was de schrijfster Emmy van Lokhorst, die actief was in het kunstenaarsverzet.
Van Lokhorst werd op vijftienjarige leeftijd beroepsmilitair. Hij volgde de officiersopleiding en was tijdens de mobilisatie aan het begin van de Eerste Wereldoorlog commandant van een compagnie. Hierna, toen Nederland neutraal bleef, stond hij twee jaar op non-actief en in die periode reisde hij door verschillende landen in Noord-, Midden- en Zuid-Amerika en verdiepte zich in de geschiedenis van met name Peru en Mexico. Hij werd onderscheiden als officier in de Peruviaanse Orde van de Zon. Van 1922 tot 1933 was hij instructeur aan de school voor reserveofficieren in Breda. Tussen 1933 en 1938 reisde hij door Europa en publiceerde hij daarover verschillende artikelen en 25 novellen en reisbundels. Vanwege de mobilisatie in 1939 werd hij als reserveofficier weer opgeroepen en in 1940 nam hij deel aan de gevechten rond Vliegveld Valkenburg. Van Lokhorst had bij zijn pensionering de rang van majoor.
Hij meldde zich in 1932 als lid van de NSB. Een jaar later moest hij het lidmaatschap neerleggen vanwege het ambtenarenverbod. In 1940 werd hij wederom lid en volgde hij een burgemeesterscursus. Hij was werkzaam als hoofd van de afdeling ontspanning en cultuur van het Departement van Volksvoorlichting en Kunsten. In die hoedanigheid hield hij op 11 juli 1941 een radiorede op Hilversum II over Finland en de Sovjet-Unie. Hij was ook redacteur van het maandblad Nederland. Van Lokhorst was namens het Duits bestuur in Nederland tijdens de Tweede Wereldoorlog burgemeester van Nijmegen van 24 februari 1943 tot 17 september 1944. Hij was niet erg actief als burgemeester en liet veel taken over aan locoburgemeester Harmanus Hondius, met wie hij in conflict kwam. Rond 5 september 1944, bekend als Dolle Dinsdag, vluchtte Marius van Lokhorst naar Groningen. Na de oorlog werd hij in 1946 veroordeeld tot een gevangenisstraf van twaalf jaar.
Hij schreef een van de delen van de Opbouw-serie: Cultuur en Ontspanning (1942), een reeks uitgaven van uitgeverij De Schouw. Ook publiceerde hij een novelle over de oude cultuur in Mexico.
- Nederlandse Thesaurus van Auteursnamen: 073588067
- Virtual International Authority File: 283482710